# 塞倫蓋蒂

坦桑尼亞的國家公園地圖。其中，在地圖中央最北端、亮綠色的區域即為塞倫蓋提國家公園。

塞倫蓋蒂（Serengeti，又譯為塞倫蓋蒂）是非洲坦桑尼亞西北部至肯亞西南部的地區，南緯1至3度，東經34至36度，面積30,000平方公里，約70種大型哺乳類動物和500種特有鳥類，半年一次的大型動物遷移是世界十大自然旅遊奇觀之一。
“塞倫蓋蒂”一詞來自馬賽語中的“esirinket”，意為“無盡的土地”或“無盡的平原”，其南部廣闊而平坦的草原與北部略帶丘陵，樹木稀疏的平原形成鮮明對比。中央大草原幾乎沒有樹木，東南部是受火山活動影響的恩戈羅恩戈羅保護區（自1979年以來為世界自然遺產）。最高的山脈海拔超過1850米，低處的大草原海拔約920米。年降水量在300至1000毫米之間。塞倫蓋蒂地區包含面積達14,763平方公裏的塞倫蓋蒂國家公園，是世界上最大，最著名的國家公園之一，1981年被聯合國教科文組織列為世界遺產，是23,051平方公裏的生物圈保護區的一部分。

## 外部連結
- Animals of the Serengeti （页面存档备份，存于）
- Plants of the Serengeti （页面存档备份，存于）
- About （页面存档备份，存于）

2°19′51″S 34°50′0″E / 2.33083°S 34.83333°E